# Juillet 1943
Cette page présente les faits marquants du mois de juillet 1943.
Les événements concernant la Seconde Guerre mondiale sont détaillés dans l'article Juillet 1943 (Seconde Guerre mondiale).

## Évènements
- En Syrie, le Bloc national remporte la victoire aux élections.
- Abdication de Tomislav II de Croatie.
- Lancement de Radio Monte-Carlo.

- 5 juillet : offensive allemande sur la ligne Orel-Koursk-Belgorod. Ils ne réussissent une avancée qu’au prix de lourdes pertes.

- 5 - 6 juillet : bataille du golfe de Kula.

- 8 juillet :
  - date probable de la mort de Jean Moulin. Torturé lors de ses interrogatoires, il meurt, des suites de la torture, dans le train lors de son transfert vers Berlin en Allemagne. Georges Bidault lui succède à la tête du Conseil national de la Résistance (septembre);
  - la Martinique rallie le gouvernement de la France libre d'Alger.

- 9 juillet : Début de l'opération Ladbroke.

- 10 juillet : débarquement des forces anglo-américaines en Sicile.

- 12 juillet : l'armée soviétique lance une contre-offensive dans le secteur du saillant d'Orel. La bataille de Koursk engage le plus grand nombre de chars de l’Histoire ; elle se termine par l’échec des Allemands et marque un tournant décisif de la guerre (fin le 23 août).

- 12 - 13 juillet : victoire tactique japonaise à la bataille de Kolombangara.

- 14 juillet : bombardements aériens alliés sur la région parisienne.

- 19 juillet :
  - Mussolini rencontre Hitler à Feltre.
  - Rome est bombardée par les Alliés.

- 20 juillet : Robert Oppenheimer est nommé directeur du Projet Manhattan
- 22 juillet : Palerme est prise par les Alliés. Les Siciliens accueillent les Alliés comme des libérateurs.

- 24 juillet : l'opération Gomorrhe commence. Des avions britanniques et canadiens bombardent Hambourg la nuit, les Américains le jour. À la fin de l'opération en novembre, 9 000 tonnes d'explosifs auront tué plus de 30 000 personnes et détruit 280 000 bâtiments.

- 24 - 25 juillet : première utilisation du dispositif anti-radar Window lors d'un raid sur Hambourg.

- 25 juillet :
  - Les Allemands envahissent le nord de l'Italie.
  - Le régime fasciste s’effondre : mis en minorité par le Grand Conseil du fascisme (motion Grandi, 24 juillet), Mussolini est arrêté sur ordre du roi et transporté sur l’île de Ponza.

- 26 juillet : le maréchal Pietro Badoglio forme le nouveau gouvernement du royaume d'Italie.

- 28 juillet :
  - Le parti fasciste est dissous en Italie.
  - Opération Gomorrah : Les Britanniques bombardent Hambourg causant une tempête de feu qui tue 42 000 civils allemands.

- 30 juillet : premier essai au Royaume-Uni d’un siège éjectable mû par une charge explosive. Ce dispositif surpasse le dispositif allemand à air comprimé.

- 31 juillet :
  - les Forces françaises libres et les forces sous les ordres d'Henri Giraud, sont fusionnées, formant l'Armée française de la Libération;
  - nouveau partage du pouvoir exécutif : Giraud sera chargé des affaires militaires, De Gaulle se réservant la politique générale.

## Naissances
- 2 juillet : Walter Godefroot, cycliste (sprinter), belge.
- 3 juillet :
  - Norman E. Thagard, astronaute américain.
  - Robert Chinnock, botaniste australien.
- 4 juillet : Heide Simonis, personnalité politique allemande († 11 juillet 2023).
- 5 juillet : 
  - Claude Azéma, évêque catholique français, évêque auxiliaire de Montpellier.
  - Pierre Villepreux, joueur de rugby à XV français.
  - Robbie Robertson, compositeur, acteur, producteur et scénariste canadien († 9 août 2023).
- 8 juillet : Guido Marzulli, peintre italien.
- 9 juillet : John H. Casper, astronaute américain.
- 11 juillet : Michèle Barzach, médecin, femme politique, ancien ministre de la santé et de la famille.
- 12 juillet : 
  - Christian Sauvé, artiste peintre français.
  - Christine McVie, auteure-compositrice-interprète britannique, membre de Fleetwood Mac († 30 novembre 2022).
- 14 juillet : Christopher Priest, écrivain britannique († 2 février 2024).
- 19 juillet : Roy D. Bridges, astronaute américain.
- 24 juillet : André Bézu, chanteur français († 3 février 2007).
- 26 juillet : Mick Jagger, membre des Rolling Stones.
- 27 juillet : Peter Kent, journaliste et politicien.
- 28 juillet : Richard Wright, membre des Pink Floyd († 15 septembre 2008).
- 30 juillet : Muriel Marland-Militello, femme politique française († 25 février 2021).
- 31 juillet : Ryan Larkin, réalisateur de films d'animation.

## Décès
- 2 juillet : Robert James Manion, médecin et ancien chef du Parti conservateur du Canada.
- 4 juillet :
  - Gordon Sidney Harrington, premier ministre de la Nouvelle-Écosse.
  - Władysław Sikorski, militaire et homme politique polonais (° 20 mai 1881).
- 8 juillet : Jean Moulin, préfet et résistant français.
- 12 juillet : Joseph Boutin Bourassa, homme politique fédéral provenant du Québec.
- 15 juillet : Vittoria Nenni, militante antifasciste franco-italienne (° 31 octobre 1915).

- Charles Hazelius Sternberg, paléontologue américain.
- Jean Tulasne, pilote de chasse français.